# Hays (Kansas)
Pour les articles homonymes, voir Hays.
La ville de Hays est le siège du comté d'Ellis, situé dans le Kansas, aux États-Unis.